# 于海龙
于海龙（1992年7月13日—2021年3月5日），抖音账号名为泡泡龙（多肉），中华人民共和国吉林省通化市通化县人，中国大胃王、美食短视频作者。于海龙的视频靠“给自助餐厅上课”成名。

## 生平

### 逝世
2021年3月10日，于海龙的团队发布讣告称：泡泡龙（真名于海龙）于3月5日为公安机关拍摄反诈骗宣传视频时，“因长时间高强度工作”离世，年仅29岁。